# 2002 na ciência

## Mortes
| Data           | Nome                  | Profissão                | Nacionalidade  | Observações                | Ref   |
| -------------- | --------------------- | ------------------------ | -------------- | -------------------------- | ----- |
| 16 de julho    | John Cocke            | cientista de computação  | Estados Unidos | n. 1925 Prémio Turing 1987 | [ 1 ] |
| 23 de agosto   | Anthony Stafford Beer | matemático e informático | Reino Unido    | n. 1926                    |       |
| 30 de novembro | Riad Salamuni         | geólogo                  | Brasil         | n. 1927                    |       |

## Prémios
Medalha Alexander Graham Bell IEEE
- Tsuneo Nakahara[2]

Medalha Arthur L. Day
- Richard G. Gordon[3]

Medalha Benjamin Franklin
- Norman Allinger, Mary-Dell Chilton, Sumio Iijima, Shuji Nakamura, Alexandra Navrotsky e Lucy Suchman

Medalha Bingham
- R. G. Larson[5]

Medalha Bruce
- Bohdan Paczyński[6]

Medalha do Centenário
- Eric Kandel[7]

Medalha Clarke
- Robert Hill[8]

Medalha Copley
- John Pople[9]